# Mokena Geyser

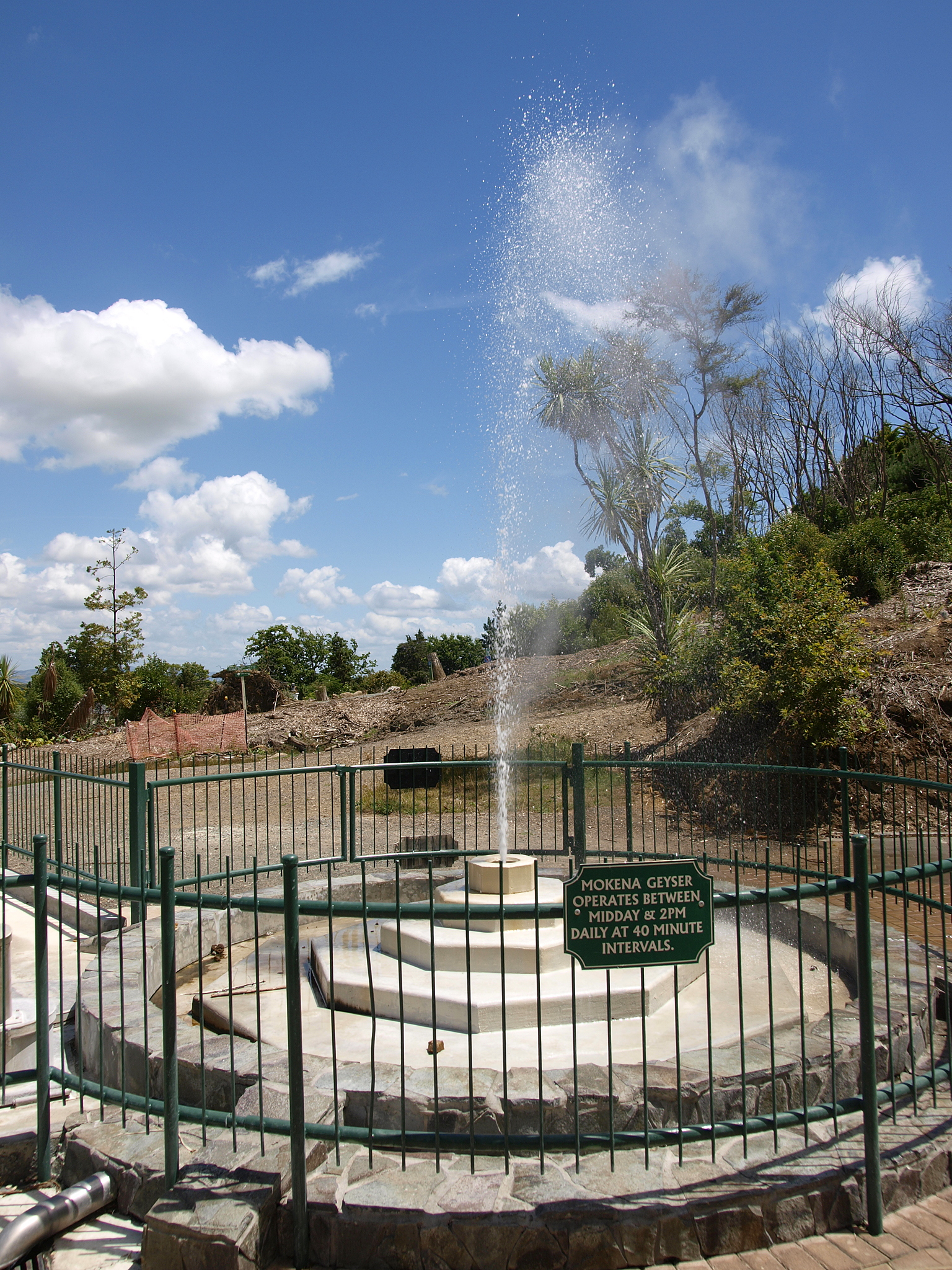
Mokena Geyser

Mokena Geyser ist einer von zwei auf der südlichen Hemisphäre vorkommenden Kaltwassergeysire. Er befindet sich in der Stadt Te Aroha auf der Nordinsel von Neuseeland. Der andere Geysir ist in der Stadt Caxambu in Brasilien zu finden.

## Geographie
Der Mokena Geysir befindet sich am nordöstlichen Rand der Stadt Te Aroha am Fuß des längst erloschenen ehemaligen Vulkans Mount Te Aroha. Die Stadt selbst liegt knapp 60 km nordöstlich von Hamilton und rund 50 km südlich von Thames an der westlichen Flanke der Kaimai Range in der Region Waikato.

## Beschreibung
Der Mokena gehört zu einem kleinen hydrothermalen System im Einzugsgebiet des Mount Te Aroha. Zu dem System, von dem 28 in der Region Waikato existieren, gehören heute drei Quellen, die in der Lage sind, Wasser unter Druck nach oben zu befördern, einer davon ist der Mokena. Der Geysir entstand durch eine 1936 vorgenommene Bohrung in das hydrothermale Grundwassersystem, die anschließend verrohrt wurde. Seit dieser Zeit entlädt sich der Mokena in einem Intervall von 40 Minuten. Das Wasser kommt aus einer Tiefe von rund 105 m und fördert rund 28.000 Liter kristallklares Wasser pro Tag mit einer Temperatur zwischen 75 und 85 °C zu Tage. Die Fontäne, die dabei entsteht, kann bis zu 5 m hoch gehen.
Die Funktionsweise des Mokena Geysirs beruht auf dem Hochpressen des Grundwassers durch das Gas Kohlenstoffdioxid, dass sich im Grund und in dem Wasser ansammelt und bei Erreichen eines Schwellwertes zur Eruption des Wasser-Gas-Gemisches führt. Dies erfolgt bei dem Mokena Geysir bei einer CO2-Konzentration von 2,5 g/kg Flüssigkeit.

## Geschichte
Das Gebiet um das heutige Te Aroha gehörte ursprüngliche dem Māori-Stamm der Marutuahu und wurde von ihnen zum Jagen genutzt. Die Māori kannten die Kohlensäure-haltigen Quellen. Sie dachten, dass die Quellen über einen Tunnel durch den Mount Te Aroha eine Verbindung zum Meer haben würde. 1869 wurde das Land, auf dem sich die Quellen befanden, nach einer kriegerischen Auseinandersetzung mit dem Ngati Haua-Stamm von dem Māori Land Court den Ngati Haua zugeschlagen, 1879 nach einem Revisionsbeschluss aber den Marutuahu zurückgegeben.
Als 1880 in Waiorongomai die ersten Goldfelder erschlossen wurden, kamen die Europäer gründeten am 25. November 1880  Te Aroha und zeigten Interesse an den Quellen. Ein Jahr später schenkte der Maori-Chief, Te Mokena Hau 20 Acre Land, auf denen sich die Quellen befanden. 1882 wurde de Schenkung mit ihrer Veröffentlichung gültig. Die ersten Bäder wurden gebaut, die die Maori laut Vertrag frei und kostenlos nutzen konnten. Das Wasser wurde aber nicht nur zum Baden genutzt, sondern wurde auch als Heilwasser zum Trinken geschätzt. 1886 wurde die Te Aroha Soda And Mineral Water Company gegründet, die das Wasser in Flaschen abfüllte und verkaufte und zwei Jahre später sogar auf der Ausstellung zur Hundertjahrfeier in Melbourne dem Publikum präsentierte.
1938 wurde eine der Quellen bis auf 105 m angebohrt und die Bohrung bis zu der Tiefen von 67 m verrohrt. Aus diesem Bohrloch sprudelte dann in Intervallen das Kohlensäure-haltige Wasser in Form einer Fontäne bis zu einer Höhe von 5 m hervor. Der so entstandenen Geysir wurde nach dem Māori-Chief Mokena Te Hau benannt.
Heute wird das Wasser des Mokena Geysirs fast gänzlich für das in seiner Nähe stehende Badehaus genutzt. Lediglich zwischen 12:00 Uhr und 14:00 Uhr wird der Geysirs für Touristen täglich einmal aktiviert und präsentiert sich dann im 40-minütigen Intervall.